# Peixe-cachimbo-rubi
O peixe-cachimbo-rubi (Stigmatopora harastii), é uma espécie de peixe-cachimbo endêmico de Nova Gales do Sul, na costa pacifica da Austrália, diferente das outras espécies de peixe-cachimbo, essa espécie se adaptou a se camuflar entre algas vermelhas, que o deixa com um aspecto atraente e invisível para presas, como copépodes.